# سفیدماهی (ماهیگیری)

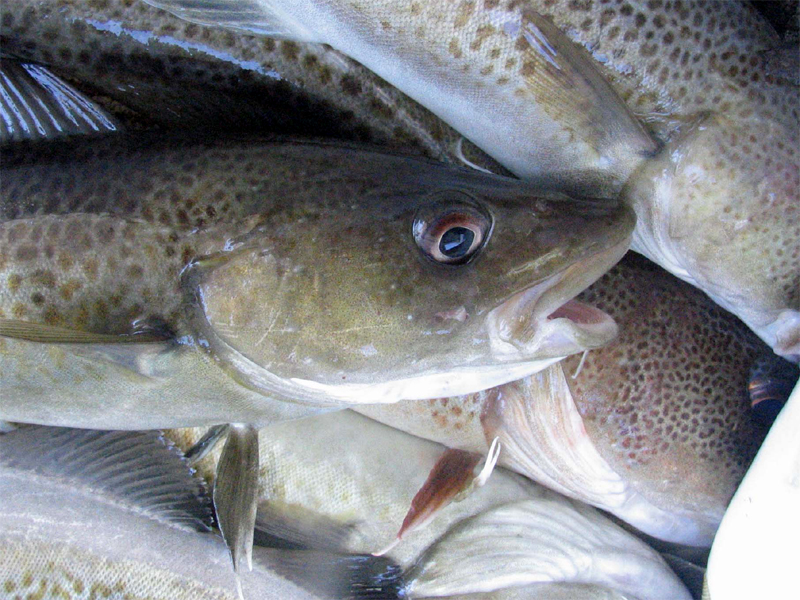
سفیدماهی (روغن‌ماهی اطلسی)

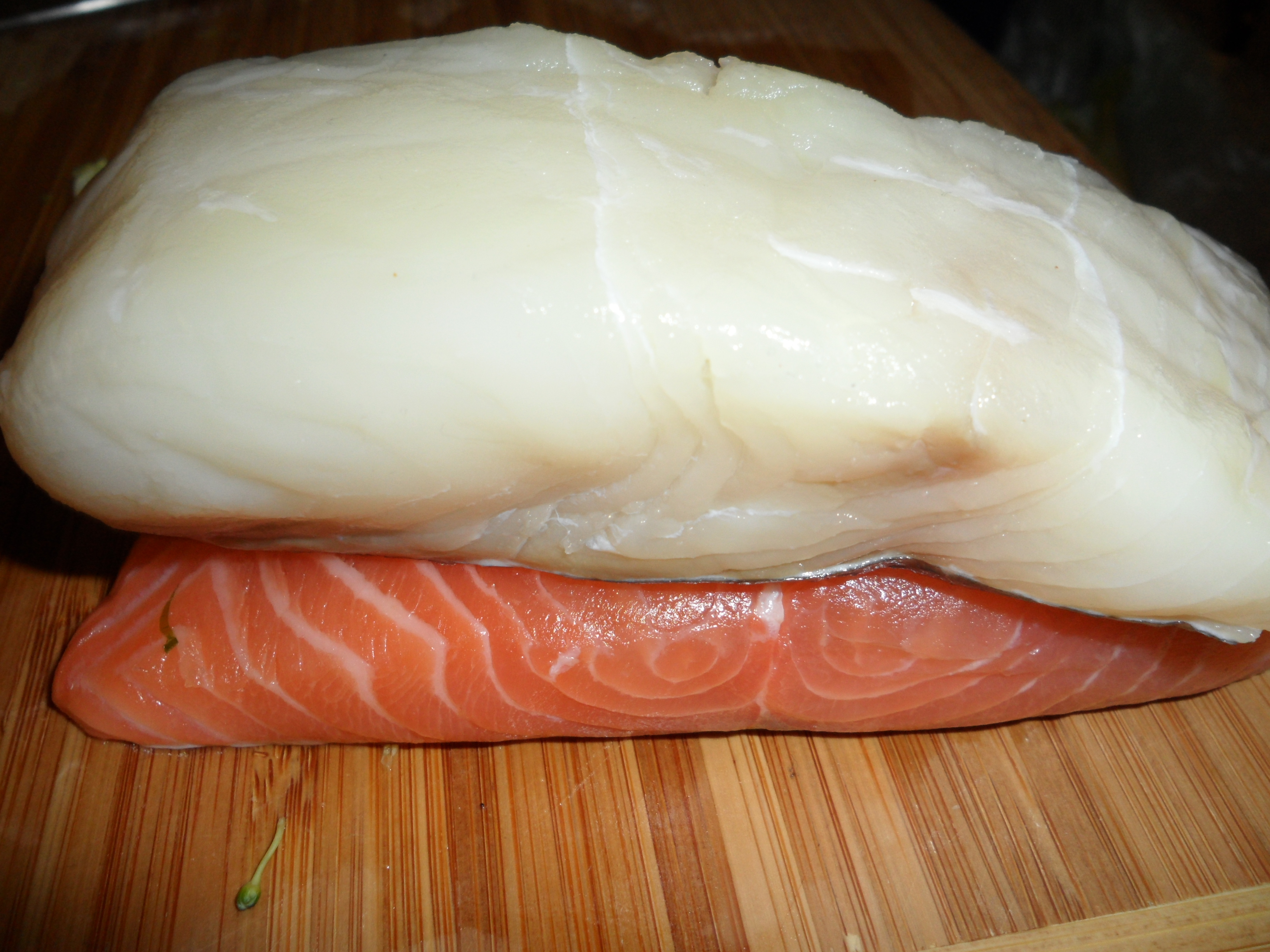
فیله ماهی سفید (هالیبوت - در بالا) در تضاد با فیله ماهی روغنی (سالمون - در پایین)

سفیدماهی (به انگلیسی: Whitefish) یک اصطلاح شیلاتی برای چندین گونه از ماهی‌های کف‌زی با باله است، به‌ویژه روغن‌ماهی اقیانوس اطلس (Gadus morhua)، خس سفید (Merluccius bilinearis)، روغن‌ماهی کوچک (Melanogrammus aeglefinus)، هاک (Uropycis)، زغال‌ماهی (Pollachius) و غیره. سفیدماهیان (Coregonidae) همچنین نام چندین گونه از ماهیان آب شیرین در اقیانوس اطلس است.
سفیدماهی‌ها را می‌توان به ماهی‌های کف‌زی (ماهی‌های گردی که در نزدیکی بستر دریا زندگی می‌کنند، مانند ماهی روغن و زغال‌ماهی شمالی) و ماهی‌های کف‌زی اعماق دریا (که در بستر دریا زندگی می‌کنند، مانند کفشک‌ماهی‌ها مانند صاف‌ماهی) تقسیم کرد.
- فیدر پایین